# Stavitelé chrámu (tomik poetycki)

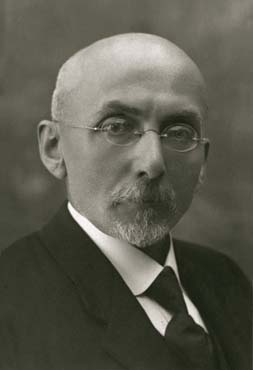
Otokar Březina

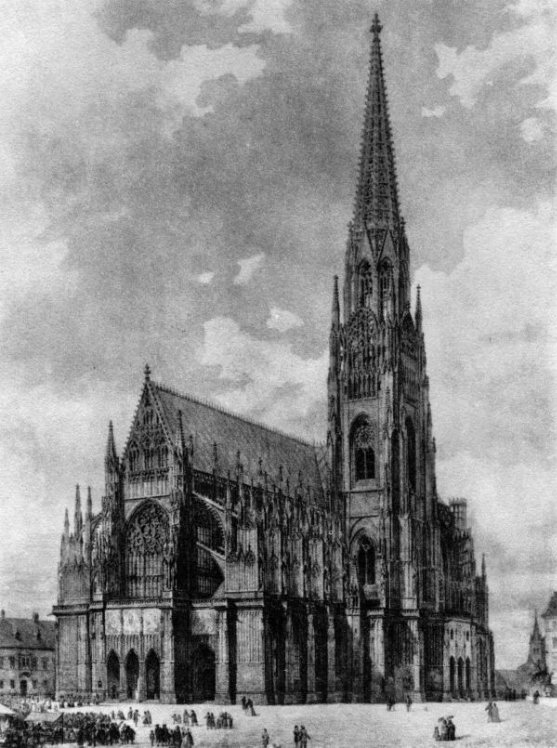
Katedra św. Wita na Hradczanach

Stavitelé chrámu (cz. Budowniczowie świątyni) – tomik czeskiego poety Otokara Březiny, opublikowany w 1899. Utwory składające się na tomik zostały w większości napisane wierszem wolnym. W niektórych wierszach poeta użył jednak długich formatów jambicznych, na przykład ośmiostopowca:
Zas ve vidění prorockém noc šeptá slova neznámá,

šum stromů, tisíc jazyků je opakuje nad náma:

jak nad zrcadla kouzelná se k tichým vodám naklání,

z nichž tisíc očí plá jí vstříc jak v nadpozemském usmání.

(Zas ve vidění prorockém)
Cztery utwory z omawianego zbiorku przełożyła na język polski Anna Kamieńska. Przekłady te zostały opublikowane w antologii Jacka Balucha Czescy symboliści, dekadenci, anarchiści przełomu XIX i XX wieku.